# محمد الشيخ ولد امخيطير

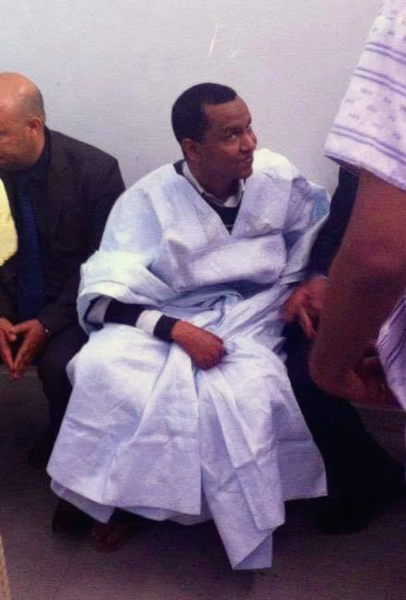
محمد الشيخ ولد امخيطير

(« الشيخ مخيتير ») هو مدوّن وناشط موريتاني مناهض للعبودية. في عام 2014، حُكم عليه بالإعدام بتهمة الردة وإهانة النبي بموجب المادة 306 من القانون الجنائي الموريتاني، وذلك استنادًا إلى مقال كتبه ينتقد فيه استخدام بعض النصوص الدينية لتبرير العبودية والممارسات المرتبطة بها في موريتانيا.
رغم أن حكم الإعدام قد خُفف لاحقًا إلى سنتين كحد أقصى، إلا أن مخيتير ظل محتجزًا لأكثر من خمس سنوات، قضى معظمها في الحبس الانفرادي، مع وصول محدود للضوء والتهوية. أُطلق سراحه في عام 2019
تسلسل الأحداث في القضية:
يوليو 2021
أدلى مخيتير بتصريح خلال الدورة الثالثة من الاستعراض الدوري الشامل لموريتانيا، انتقد فيه قرار تعديل القانون الجنائي في 2018 لجعل عقوبة الإعدام إلزامية في قضايا الردة والتجديف، كما أدان المضايقات والاضطهاد المستمرين ضد النشطاء المناهضين للعبودية في موريتانيا.
ديسمبر 2020
تحدث مخيتير باسم منظمة “الإنسانيون الدوليون” خلال الدورة 67 للجنة الأفريقية لحقوق الإنسان والشعوب، حيث ركز بيانه على اضطهاد نشطاء حقوق الإنسان في موريتانيا ودول أفريقية أخرى.
3 أغسطس 2019
تمكن مخيتير من الاستقرار في إحدى الدول الأوروبية.
29 يوليو 2019
أُطلق سراح مخيتير بعد خمس سنوات ونصف من الاحتجاز، معظمها في الحبس الانفرادي. وقد وصف ظروف احتجازه بقوله:
«كانت ظروف الاحتجاز قاسية جدًا لدرجة أنني بقيت أحيانًا سبعة أشهر دون استحمام، وكان الضغط النفسي رهيبًا. لم يُسمح لعائلتي بزيارتي إلا بعد عام من اعتقالي وبعد صدور حكم الإعدام في نهاية عام 2014.»
وكان من شروط الإفراج عنه أن يُدلي بتصريحات علنية يعلن فيها توبته، عبر فيسبوك ووسائل الإعلام، بما في ذلك التلفزيون الوطني الموريتاني.
27 أبريل 2018
أقرّت البرلمان الموريتاني قانونًا جديدًا يستبدل المادة 306 من القانون الجنائي، ويجعل عقوبة الإعدام إلزامية لكل من يُدان بتهمة “الكلام التجديفي” أو الأفعال التي تُعد “تدنيسًا للمقدسات”.
القانون الجديد ألغى إمكانية استبدال حكم الإعدام بالسجن في بعض قضايا الردة إذا تاب الجاني بسرعة. كما وسّع نطاق تطبيق عقوبة الإعدام ليشمل “أفعال المرتدين”.
ويبدو أن توقيت إصدار هذا القانون مرتبط مباشرة بقضية مخيتير.
9 نوفمبر 2017
ألغت محكمة الاستئناف في نواذيبو حكم الإعدام الصادر بحق مخيتير وخفّضته إلى عامين سجنًا مع غرامة.
كان مخيتير قد قضى تقريبًا ثلاث سنوات في السجن حين صدر هذا القرار، وكان من المفترض الإفراج عنه، إلا أن الحكومة واصلت احتجازه في “حبس إداري” في مكان سري حتى يوليو 2019، بدعوى حمايته.
يونيو 2017
أصدر فريق الأمم المتحدة العامل المعني بالاحتجاز التعسفي رأيًا اعتبر فيه احتجاز مخيتير تعسفيًا، ودعا إلى إطلاق سراحه فورًا.
يناير 2017
أحالت المحكمة العليا القضية مجددًا إلى محكمة الاستئناف ذاتها التي أيدت حكم الإعدام سابقًا.
15 نوفمبر 2016
كان من المقرر أن تُصدر المحكمة العليا حكمها النهائي، لكن الجلسة تأجلت بسبب مظاهرات حاصرت المحكمة للمطالبة بإعدام مخيتير.
21 أبريل 2016
عقدت محكمة الاستئناف جلسة طال انتظارها، أيدت فيها الحكم الابتدائي، لكنها أعادت القضية إلى المحكمة العليا للنظر في تكييف التهمة (أي ما إذا كانت ردة أم نفاق).

تنص المادة 306 من القانون الجنائي الموريتاني على أن:
«كل مسلم يُدان بجريمة الردة قولًا أو فعلًا صريحًا يُطلب منه التوبة خلال ثلاثة أيام، وإذا لم يتب خلال هذه المهلة، يُحكم عليه بالإعدام وتصادر ممتلكاته من قِبل الدولة.»
24 ديسمبر 2014
بعد قرابة عام من الاحتجاز، حُكم على مخيتير بالإعدام رميًا بالرصاص من قبل محكمة في نواذيبو شمال غرب موريتانيا، في محاكمة استغرقت يومًا واحدًا فقط.
شهدت المحاكمة العديد من الخروقات، منها تجاهل الأدلة، فقدان الشرطة لأشرطة “التوبة”، ورفض المحكمة مناقشة محتوى مقالات مخيتير.
بلغت التهديدات بالقتل ضد مخيتير حدًا دفع ثلاثة من محاميه إلى الانسحاب من القضية.
أُدين بتهمتين: (1) النفاق (في هذا السياق: من يتوب من الردة دون إخلاص) و(2) إهانة النبي، وصدر بحقه حكم بالإعدام رميًا بالرصاص. وعند إعلان الحكم، أغمي على مخيتير وسط تصفيق الحضور.
2 يناير 2014
تم اعتقال مخيتير واتهامه بالردة بموجب المادة 306 من القانون الجنائي، بسبب مقال نشره في ديسمبر 2013 يتناول قضية العبودية والتمييز الطبقي في موريتانيا.
أعقب نشر المقال مظاهرات حاشدة في أنحاء البلاد تطالب بإعدامه بتهمة “التجديف”.
أشار تقرير حرية الفكر الصادر عن منظمة “الإنسانيون الدوليون” عام 2014 إلى أن “الكثير من الدعوات أُطلقت، بما في ذلك من قبل أئمة وأكاديميين وأساتذة، لإعدام مخيتير. وقد عرض أحد الدعاة، أبي ولد علي، مكافأة قدرها 4000 يورو لمن يقتل المدوّن”.
دعمت الحكومة الموريتانية وأحزاب المعارضة تلك المظاهرات. وقال الرئيس الموريتاني حينها، محمد ولد عبد العزيز:
«سنطبق شرع الله على كل من يسيء إلى النبي وعلى كل من ينشر مثل هذا الإساءات.

## وصلات خارجية
- الدين والتدين
- أدانت المحكمة امخيطير وحكمت عليه بالإعدام
- وكتب هذا الشاب سنة 2014 مقالا «الدين والتدين». يعتبره ظلما من المجتمع لشريحة الصناع التقليديين التي ينتمي إليها.
- قض المحكمة العليا في حكمها الصادر ظهر الثلاثاء 31 – 01 – 2017 لحكم محكمة الاستئناف بنواذيبو، وإعادة الملف لمحكمة الاستئناف.
- ويعد نظام الطبقية في موريتانيا مسألة حساسة.